# Mohamadou Sissoko
Mohamadou Sissoko (Villeneuve-la-Garenne, 8 augustus 1988) is een Franse voetballer die bij voorkeur als centrale verdediger speelt. 

## Carrière
Sissoko tekende in de zomer van 2006 een contract bij Udinese Calcio dat hem overnam vanuit de jeugd van Paris FC. De club leende hem meermaals uit tot zijn contract in 2014 afliep. Sissoko zat zes maanden zonder club tot het Roemeense Otelul Galati besloot hem een contract te geven. Hij verliet de Roemeense club al na 10 wedstrijden en tekende in 2015 bij het Turkse Giresunspor. Na een half seizoen besliste Sissoko om terug te keren naar de Roemeense competitie en sloot zich aan bij FC Voluntari. Bij deze club haalde hij geen enkele keer de selectie en vertrok hij in 2016 naar het Griekse PAE Veria waar hij tijdens het seizoen 2013/14 al speelde op huurbasis. In 2017 verruilde hij deze club voor het Israëlische Hapoel Akko. In 2018 ging hij naar het Turkse Kardemir Karabükspor. In februari 2019 ging hij naar RoPS in Finland.

## Statistieken
| Seizoen | Club               | Land        | Competitie           | Duels | Doelp. |
| ------- | ------------------ | ----------- | -------------------- | ----- | ------ |
| 2006/07 | Udinese Calcio     | Italië      | Serie A              | 0     | 0      |
| 2007/08 | Udinese Calcio     | Italië      | Serie A              | 0     | 0      |
| 2008/09 | → Gallipoli Calcio | Italië      | Serie C              | 2     | 0      |
| 2009/10 | → KAS Eupen        | België      | Proximus League      | 7     | 0      |
| 2010/11 | → Kilmarnock FC    | Schotland   | Scottish Premiership | 27    | 0      |
| 2011/12 | → Kilmarnock FC    | Schotland   | Scottish Premiership | 27    | 0      |
| 2012/13 | → Kilmarnock FC    | Schotland   | Scottish Premiership | 20    | 0      |
| 2013/14 | → PAE Veria        | Griekenland | Super League         | 19    | 0      |
| 2014/15 | Zonder club        | Zonder club | Zonder club          |       |        |
| 2014/15 | Otelul Galati      | Roemenië    | Liga 1               | 10    | 0      |
| 2015/16 | Giresunspor        | Turkije     | TFF 1. Lig           | 5     | 0      |
| 2015/16 | FC Voluntari       | Roemenië    | Liga 1               | 0     | 0      |
| 2016/17 | PAE Veria          | Griekenland | Super League         | 13    | 0      |
| 2017/18 | Hapoel Akko        | Israël      | Ligat ha'Al          | 19    | 1      |
| Totaal  | Totaal             | Totaal      | Totaal               | 149   | 1      |